# شورانی
شورانی، روستایی در دهستان گلاشکرد بخش مرکزی شهرستان فاریاب در استان کرمان ایران است.

## پیشینه نام و معرفی روستا
شورانی از واژه شور آبی آمده که به مرور زمان به شورانی تغییر یافته است.این روستا از چهار قسمت تشکیل شده  شورانی ،حورچاه گز(حورچاه)، آب شور و سرجنگل.این روستا دارای دو قنات که یکی خشک و تخریب شده و دیگری همچنان به عنوان بهترین منبع آبی روستا محسوب می گردد.تنها فامیل ساکن در این روستا طایفه ای به نام بهبودی است که بلوچ تبار می باشند.

## جمعیت
بر پایه سرشماری عمومی نفوس و مسکن در سال ۱۳۹۵، جمعیت این روستا برابر با ۱۴۵ نفر (۵۲ خانوار) بوده‌است.